# Кременчуцьке повітове училище

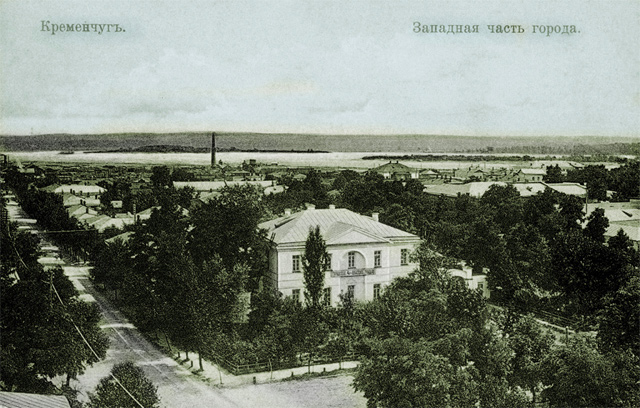
Кременчуцьке повітове училище. Зараз зруйноване

Кременчуцьке повітове училище — навчальний заклад у Кременчуці у XIX—початку XX століть. Учнями були діти дворян, купців, ремісників та дрібних чиновників. До трирічного курсу навчання (2-й та 1-й класи, але перший клас ділився на 2 роки: вищий відділ та нижній (підготовчий)) входили: закон Божий, граматика, історія, географія, арифметика, початкова геометрія, фізика, природознавство, малювання, правопис. Метою училища була підготовка випускників до гімназії.

## Історія закладу
У 1805 (за іншими даними у 1806) році на Соборній площі завдяки клопотанням міського голови Масленнікова відкрилося повітове училище. Перший рік училище жило на особисті кошти мера.
У 1877 році повітове училище перетворюється у міське двокласне, у 1880 році — у трикласне, а в 1898 році — у чотирикласне, яке вже належить до вищої початкової освіти, і може бути прирівняне до сучасного неповного середнього.
1902 року будинок розширюють. При училищі відкриваються річні педагогічні курси, які готували вчителів для початкових класів. Антон Макаренко, педагог і письменник, у 1901–1905 роках також здобув освіту на цих курсах.
На початку 30-х років міське училище стає школою № 7. У ці ж роки в школі здобув освіту Олександр Халаменюк (1918—1945), у майбутньому Герой Радянського Союзу. У роки Другої світової війни будинок Повітового училища було зруйновано.

## Видатні випускники та вчителі
- Литовченко Олександр Дмитрович — історичний живописець, навчався у першій половині 19 століття
- Макаренко Антон Семенович — педагог і письменник, здобував освіту на педагогічних курсах вчителів для початкових класів у 1901–1905 роках
- Бодянський Павло Ількович — український історик, етнограф, журналіст, педагог; працював вчителем математики в училищі.[2]